# سل ام. ورتزل
سُـل ام. وُرتزل (انگلیسی: Sol M. Wurtzel؛ ‏ ۱۲ سپتامبر ۱۸۹۰ – ۹ آوریل ۱۹۵۸) تهیه‌کننده فیلم اهل ایالات متحده آمریکا بود.
از فیلم‌هایی که وی در آن‌ها نقش داشته‌است، می‌توان به اورینت اکسپرس، دیوانگان رقص، جسم و روح، کشیش قاضی، به شکار ارواح می‌رویم، در لباسی خیره‌کننده و یک صدای مهیب اشاره نمود.